# Rotscheiteltaube
Die Rotscheiteltaube (Henicophaps foersteri) ist eine Art aus der Gattung Henicophaps innerhalb der Familie der Tauben (Columbidae). Sie kommt ausschließlich auf Neubritannien und einigen der Küste vorgelagerten Inseln vor. Die Art wird von der IUCN als potenziell gefährdet (near threatened) eingestuft.  

## Erscheinungsbild
Die Rotscheiteltaube erreicht eine Körperlänge von 38 Zentimetern. Sie ist damit etwa so groß wie eine Stadttaube. Die Rotscheiteltaube weist eine sehr große Ähnlichkeit mit der Weißscheiteltaube auf, die wie sie zur Gattung Henicophaps gehört. Auffallend ist der sehr lange, kräftig dunkle Schnabel, der spitz zuläuft. Die Flügeldecken schimmern metallisch. Die Iris ist dunkel. Die Füße sind rötlich.

## Verbreitung und Verhalten

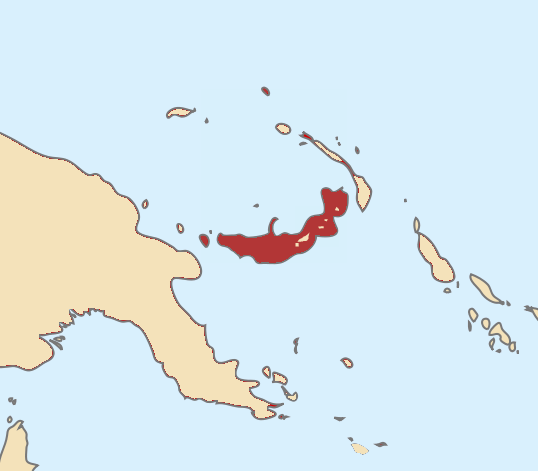
Verbreitungsgebiet der Rotscheiteltaube (rot)

Die Rotscheiteltaube ist eine endemische Art Neubritanniens, der mit 36.520 km² größten Insel des Bismarck-Archipels. Sie ist ein Bewohner feuchter immergrüner Wälder und wird am häufigsten im Primärregenwald im Tiefland beobachtet. Sie kommt jedoch auch im Hügelland sowie im unteren Bereich der Gebirge vor. Über ihre Lebensweise ist sehr wenig bekannt. Vermutlich weist sie dieselben Lebensgewohnheiten wie die Weißscheiteltaube auf. Es ist eine bodenbewohnende Taube, die offenbar überwiegend allein ist. Das Fortpflanzungsverhalten ist bislang nicht beobachtet worden.